# Kagney Linn Karter
Kagney Linn Karter, född 28 mars 1987 i Harris County i Texas, död 15 februari 2024 i Parma i Ohio, var en amerikansk porrskådespelare som fick utmärkelser inom branschen 2010 och 2012. Hon växte upp i Saint Joseph i Missouri och i Ridgway, Pennsylvania. Karriären började med erotisk dans i Missouri och hon var "Déjà Vu Showgirl of the Year" 2007. Hon började med porrfilmer i september 2008.
Karter begick självmord den 15 februari 2024, 36 år gammal.

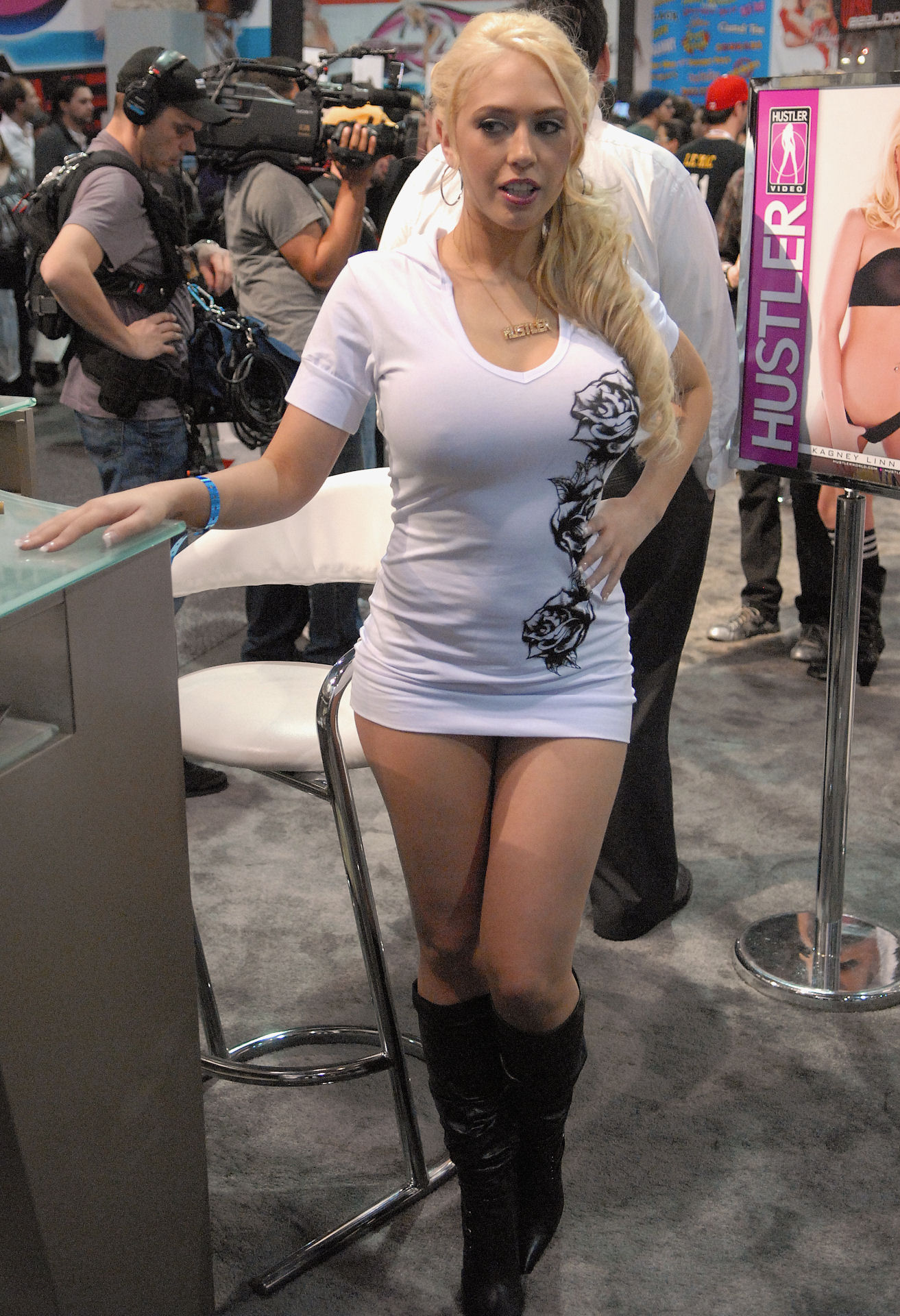
Kagney Linn Karter på AVN Adult Entertainment Expo, 9 januari 2010.